# Nog
Nog a Star Trek: Deep Space Nine című tudományos-fantasztikus sorozat egyik visszatérő szereplője, megszemélyesítője: Aron Eisenberg. A Csillagflotta első ferengi tisztje. A Domínium-háború alatt több fontos csatában is harcolt a Deep Space Nine-on és a USS Defiant fedélzetén.

## Korai évek
Rom és Prinadora egyetlen fia. A szülők egy átlagos, ötéves ferengi házassági-szerződést kötöttek, de Romot annyira elvakította a szerelem, hogy Prinadora apja észrevétlenül teljesen kiforgatta vagyonából, ezt követően pedig a nő elhagyta férjét, így Rom kénytelen volt egyedül felnevelni Nogot.
Nog fiatal ferengihez méltón megtanulta az összes vagyongyűjtési szabályt, és tanulmányozta a Nagy Anyagi Continuum filozófiáját. Azt várták, hogy mint a legtöbb ferengi, ő is kereskedő lesz, és hatalmas vagyonra tesz szert. Valamikor a bajori megszállás alatt a Bajor bolygó körül keringő kardassziai állomásra, a Terok Norra költöztek apjával, hogy pincérek legyenek nagybátyja, Quark bárjában.

## Élete a Deep Space Nine-on
2369-ben, miután a kardassziaiak kivonultak a Bajorról, Nog még mindig az állomáson élt, akkor is, mikor a Bajori Ideiglenes Kormány felkérte a Föderációt, hogy vegye át az állomás irányítását. A Csillagflotta az állomást Deep Space Nine-ra keresztelte. Nog és családja ezután is ott maradt.
Aznap, mikor az állomás új parancsnoka, Benjamin Sisko megérkezett, Nog segített egy tolvajnak ellopni néhány eszközt a Promenádról, azonban Odo felügyelő, az állomás biztonsági főnöke nyakon csípte és a fogdába zárta. Sisko arra használta fel Nog esetét, hogy alkut ajánljon Quarknak, miszerint maradjon az állomáson, tartsa nyitva a bárját és akkor elengedi az unokaöccsét. Quark belement, így Nogot szabadon engedték.
A DS9-on aztán megismerte Jake Siskot, az állomásparancsnok fiát, akivel akkoriban egyedüli gyerekek voltak az állomáson. Egyre több időt kezdtek együtt tölteni, és hamar közeli barátokká váltak, annak ellenére is, hogy a ferengik és az emberek mennyire különböznek. Rengeteg kalandban volt részük együtt, sokszor kerültek balszerencsés szituációba, de rengeteg közös csínytevést is kieszeltek Odo felügyelő örömére. Sokszor ültek együtt a Promenádon, onnan kémlelték az állomásra érkező utasokat.
Benjamin Sisko kezdetben nem helyeselte a fia és Nog között lévő barátságot. Úgy gondolta túl öreg Jake-hez, és beleviszi majd mindenféle rossz dologba, azonban véleménye hamar megváltozott. Egyik alkalommal arra számított, hogy fia azért késik a vacsoráról, mert újabb csínyt terveznek Noggal, így elkezdte keresni Jake-t, de a kellemetlen tréfa helyett azt tapasztalta, hogy a fia olvasni tanítja a barátját. Felismerve, hogy nincs rá rossz hatással, Sisko végül elfogadta Jake barátságát a ferengi fiúval.
Bár apjának először fenntartásai voltak azzal kapcsolatban, hogy fiát egy emberi nő tanítsa, Rom végül beíratta őt Keiko O'Brien iskolájába, és annak megszűnéséig diák volt.
Amikor két bajori csoport, a Paqu és a Navot a Deep Space Nine-on tárgyaltak, Nog első látásra belehabarodott a Varisba, a fiatal és vonzó Paqu vezetőbe. Mivel félt beszélni vele, Jake-t kérte meg, hogy szervezzen egy találkozót. A találkán Varis elmondta a két fiúnak aggodalmait a tárgyalással kapcsolatban, mire Nog azt javasolta, hogy próbáljanak meg olyan megoldást találni, amely mindkét félnek megfelel. Bár romantikus kapcsolatba nem kerültek egymással, a sikeres tárgyalások után Varis arcon puszilta a fiatal ferengit, majd elhagyta az állomást.